# Glukoza
Glukoza (od grč.; sladak) (dekstroza, grožđani šećer, krvni šećer, dekstroglukoza) je najrasprostranjeniji monosaharid u prirodi. Može se naći u krvi i tkivu svih sisavaca, a i u biljnome svijetu, najčešće grožđu, gdje se nalazi slobodna ili u sastavu oligosaharida i polisaharida. Glukoza je heksoza (šećer sa šest C-atoma) i aldoza, jer sadrži aldehidnu skupinu, tj. glukoza je ugljikohidrat monohidrat aldoheksoza.
Poznati su dekstrani, polimeri glukoze.

### Općenito o glukozi u prirodi
Glukoza je derivat šećera i bitan među proizvod pri pretvorbi hrane u energiju. 
Sastojak je voća (grožđa pretežito), meda, životinjskih tkiva, saharoze, te različitih polisaharida (celuloza, škrob, glikogen, dekstran). Kao izomer može se naći u krvi svih sisavaca.
Rasprostranjena je u prirodi u D-obliku (gdje D označava konfiguraciju na C-atomu u položaju 5) na α-konfiguracije ili β-konfiguracije. U prirodi postoje dva ciklička oblika (anomera) D-glukoze.
Oba se ciklička oblika glukoze nalaze u prirodnim polisaharidima. U celulozi, najčešćoj molekuli u prirodi, jedinice glukoze povezane su s β-1,4-glikozidnim vezama (glikozidi), dok su u glikogenu i škrobu pretežno vezane α-1,4-glikozidnim vezama, a na mjestima grananja polimera i α-1,6-glikozidnim vezama.
Glukoza je najvažnije metaboličko gorivo. Sinteziraju je biljke procesom fotosinteze i pohranjuju u polimernom obliku kao škrob.
U živim se stanicama razgrađuje glikolizom i TCA-ciklusom (limunska kiselina) do ugljikova dioksida i vode. Glavni je izvor energije u procesu aerobnoga disanja.

U čovjekovu probavnom sustavu škrob se hidrolizira u glukozu, koja se resorbira u krvni otok i iskorištava u glikozi (bioenergetika) i drugim metaboličkim procesima. Normalna količina u ljudskoj krvi je 5,5 mmola. Višak glukoze pohranjuje se u obliku glikogena. Slobodna glukoza u krvi prosječna čovjekova zaliha je energije od oko 170 kJ, dok je u glikogenu (čak i nakon noćnog gladovanja) pohranjeno još 2500 kJ. Neki organi, poput mozga, gotovo isključivo ovise o glukozi kao metaboličkome gorivu. Ravnotežu između slobodne i polimerizirane glukoze kontroliraju hormoni.
Aldehidna skupina glukoze kemijski reagira s amino-skupinama bjelančevina. Zato je povećanje koncentracije glukoze u krvi štetno i izaziva šećernu bolest.
Glukoza reducira monosaharid u obliku bijeloga praha, i lako je topljiva u vodi (1g/1,1 ml vode). U reakciji s alkoholom prelazi u glikozid. Bez prisustva zraka previre u etanol, mliječnu kiselinu i sporedne proizvode vrenja.
Molekule složenijih ugljikohidrata kao što su škrob i celuloza nastaju od velikog broja molekula glukoze.
Glukoza ima vrlo sladak okus, lako je topljiva u vodi, a također je i neophodna za održavanje života jer kada se razgradi u citoplazmi žive stanice ona oslobađa velike količine energije potrebne za mnoge životne funkcije.

## Dobivanje i uporaba
Industrijski se proizvodi kemijskom hidrolizom saharoze ili razgradnjom škroba uz pomoć enzima α-amilaze.
Rabi se u konditorskoj industriji, a u slobodnoj prodaji se može naći po ljekarnama i drogerijama.

### Trommerov reagens
Reagens za dokazivanje glukoze zove se Tromerov reagens. To je lužnata otopina bakrovog(II) sulfata. U dodiru s glukozom nastaje crvenkasto-smeđi talog nastalog bakrovog(I) oksida.

### Oksidacija
U blagim oksidansima (CuSO4) glukoza oksidira u D-glukonsku kiselinu.
Jačom oksidacijom (HNO3) glukoze nastaje dikarboksilna glukarna kiselina.